# Červenec 2007
1. července – neděle
 Nálet vojenských letadel NATO na radikály hnutí Tálibán, kteří předtím zaútočili na armádní konvoj v jižním Afghánistánu, měl za následek smrt 45 civilních obyvatel a 62 islámských radikálů.
2. července – pondělí
 Prezidenti Spojených států a Ruska, George W. Bush a Vladimir Putin se sešli v Bushově americkém sídle, aby se pokusili zmírnit napětí mezi oběma zeměmi, vzniklé kvůli plánovanému protiraketovému systému, které hodlají USA rozmístit v Evropě. Dalším bodem jednání byly i současné pokusy o teroristické útoky ve Velké Británii. Americký prezident po setkání trvá na vybudováni protiraketového systému ve střední Evropě, shoda mezi oběma velmocemi naopak panuje v odmítavém postoji vůči íránskému jadernému programu.
4. července – středa
 Již druhým dnem pokračují v pákistánském hlavním městě Islámábádu boje armády s islámskými radikály opevněnými v Červené mešitě. Boje si doposud vyžádaly přes 20 mrtvých a výzvy k odchodu z mešity uposlechla pouze skupina asi 340 studentů a studentek.
6. července – pátek
 Neustávající prudké deště způsobily povodně v americkém Texasu na území o rozloze přes 120 000 km2. Na všech velkých řekách byl vyhlášen povodňový stav a je hlášeno přes deset obětí na lidských životech.
8. července – neděle
 Přibližně 100 milionů lidí z celého světa rozhodlo v hlasování o výběru nových sedmi divů světa. Jejich oficiální vyhlášení se uskutečnilo v portugalském Lisabonu. Vybranými divy jsou: Velká čínská zeď, jordánské skalní město Petra, socha Krista Spasitele v Brazílii, posvátná pevnost Inků Machu Picchu v Peru, mexické chrámové město Mayů Chichén Itzá, římské Koloseum a indické mauzoleum Tádž Mahal.
9. července – pondělí
 Polský premiér Jarosław Kaczyński vyloučil, že by se v Polsku mohly konat předčasné parlamentní volby v důsledku odchodu ministra Andrzeje Leppera a jeho strany Sebeobrana z vlády. Toho odvolal z funkce prezident Lech Kaczyński z důvodu podezření z korupce.
 Silné záplavy a následné sesuvy půdy si v Číně vyžádaly již přes 100 obětí na lidských životech. Více než 800 000 lidí bylo nuceno opustit svoje domovy.
10. července – úterý
 Po 89 letech padal sníh v argentinském hlavním městě Buenos Aires. Nezvykle chladné počasí se projevuje na celém jihoamerickém kontinentu, kde místy panují až dvacetistupňové mrazy.
 Po necelém týdnu obléhání obsadila pákistánská armáda Červenou mešitu v Islámábádu. Operace si vyžádala přes 50 obětí z řad muslimských radikálů, kteří se v mešitě opevnili a odmítali ji opustit.
14. července – sobota
 Po dlouhých jednáních uzavřela Severní Korea všechna svá jaderná zařízení v Jongbjonu, včetně svého jediného funkčního jaderného reaktoru.
 Ruský prezident Vladimir Putin podepsal dokumenty potvrzující odstoupení Ruska od Smlouvy o omezení konvenčních zbraní v Evropě (CFE). Důvodem je údajně hrozba zhoršení bezpečnostní situace Ruské federace v evropském regionu.
16. července – pondělí
 Roztržka mezi Ruskem a Velkou Británií po odmítnutí ruské vlády vydat do Velké Británie podezřelého z vraždy bývalého agenta Litviněnka se prohlubuje, když Velká Británie vykázala čtyři ruské diplomaty a přerušila jednání o uvolnění vízové povinnosti.
 Mladoboleslavská automobilka uveřejnila první obrázek nové Fabie Combi. Prodloužená malá škodovka by měla vyrazit na silnice ještě v roce 2007.
 Severozápad Japonska byl zasažen zemětřesením o síle 6,8 Richterovy škály. Je hlášeno minimálně 8 obětí na životech, jaderná elektrárna Kašiwazaki-Kariwa ohlásila požár elektrického transformátoru, únik radioaktivních látek do okolí je údajně minimální.
17. července – úterý
 Libye změnila na doživotí tresty pro bulharské zdravotní sestry a lékaře palestinského původu. Ke změně verdiktu přispělo odškodnění pro rodiny postižených. Před lety zdravotníci údajně nakazili 426 dětí virem HIV.
 Po pondělní havárii nákladního vlaku zamořil rozsáhlou oblast na západní Ukrajině jedovatý žlutý fosfor. S následky katastrofy se potýká až čtrnáct obcí. Vicepremiér Oleksandr Kuzmuk přirovnal nehodu k explozi jaderné elektrárny v Černobylu z roku 1986.
18. července – středa
 Britští agenti překazili vraždu Borise Berezovského. Berezovskij byl včas varován a odjel ze země.
 Při havárii civilního letadla Airbus A320 při přistání na letišti v Sao Paulu zahynulo všech 186 lidí na palubě a 15 lidí na zemi.
19. července – čtvrtek
 Čínská ekonomika vzrostla meziročně ve druhém čtvrtletí o 11,9 %.
 Na Manhattanu v New Yorku došlo k výbuchu starého parovodního potrubí. Gejzír vařící směsi páry a vody vystřelil do šestatřicetimetrové výšky a nechal za sebou šestimetrový kráter. Také došlo k jednomu úmrtí v důsledku srdečního selhání. Úřady vyloučily možnost teroristického útoku.
 Ruská vláda oznámila, že vyhostí čtyři britské diplomaty jako odvetné opatření za nedávné oznámení Londýna o vyhoštění čtyř ruských diplomatů z Británie
 Po dlouhé nemoci zemřel populární herec Jiří Zahajský (* 19. ledna 1939).
20. července – pátek
 Libor Uher jako druhý Čech zdolal horu K2.
 Padesátiletý Bamir Topi, místopředseda vládní Demokratické strany, byl zvolen albánským parlamentem novým prezidentem země; je nástupcem Alfreda Moisiu, jemuž pětiletý mandát skončil 24. července.
21. července – sobota
 Pratibha Pátilová byla zvolena jako první žena prezidentkou Indie. Byla kandidátkou vládnoucí koalice.
 Vyšel sedmý díl ságy Harry Potter – Harry Potter and the Deathly Hallows, český překlad bude na trhu až začátkem ledna 2008.
22. července – neděle
 Ve volbách do tureckého parlamentu se na prvním místě jednoznačně umístila proislámská vládní Strana spravedlnosti a rozvoje (AKP) premiéra Erdoğana, druhá skončila republikánská CHP a třetí ultranacionalisté z MHP.
23. července – pondělí
 Ministři zahraničí Evropské unie se na svém setkání v Bruselu dohodli na zahájení příprav vojenské mise EU v Čadu. Přibližně 3000 vojáků by mělo především chránit dárfúrské uprchlíky v čadských utečeneckých táborech při súdánské hranici.
 Bezpečnostní poradkyně George Bushe nevyloučila případnou intervenci do Pákistánu, kde se podle NIE znovu zformovala Al-Káida.
 Ve Spojených arabských emirátech překonal budovaný mrakodrap Burdž Dubaj hranici 508 metrů, a stal se tak nejvyšším mrakodrapem světa, dokončená věž by měla měřit až 800 metrů.
 Extrémní počasí sužuje značnou část evropského kontinentu. Zatímco v Anglii způsobily přívalové deště největší záplavy za posledních více než 60 let, trpí jih Evropy neobvyklými vedry. Například v Rumunsku naměřili již několikrát teploty kolem 46 °C, podobná je i situace v Bulharsku a Řecku.
24. července – úterý
 Na zasedání indického parlamentu složila Pratibha Pátilová složila slavnostní přísahu a stala se historicky první ženou v nejvyšší funkci země.
 Po 8 letech vězení byly v Libyi propuštěny z vězení bulharské zdravotní sestry, obviněné z nakažení více než 400 dětí virem HIV. Udělení milosti odsouzeným zdravotníkům se přičítá především snaze Libye dosáhnout normalizace politických vztahů se státy Evropské unie.
 Extrémní vedra sužující jihovýchodní Evropu způsobila totální kolaps elektrické rozvodné sítě v Makedonii a Albánii. Sousední Rumunsko hlásí již 30 obětí na lidských životech v důsledku mimořádných veder. V oblasti se zvyšuje i výskyt požárů lesních porostů.
25. července – středa
 Martti Ahtisaari, vyslanec OSN pro Kosovo a bývalý finský prezident, nebude nadále působit jako zprostředkovatel mezi Srby a kosovskými Albánci.
 Jihokorejská automobilka Hyundai dostane od státu letos dotaci 900 milionů na výstavbu továrny v Nošovicích.
26. července – čtvrtek
 Evropská komise schválila Národní strategický referenční rámec pro ČR, který je základním předpokladem pro to, aby mohla Česká republika v letech 2007–2013 přijmout 26,7 miliard eur z fondů Evropské unie.
27. července – pátek
 Tonga byla přijata do Světové obchodní organizace jako její 151. člen. O členství si tichomořské ostrovní království zažádalo v roce 1995, přístupová jednání se vedla od roku 2001.
 Českým pirátům se podařilo nahrát tajně film Simpsonovi. Den po premiéře se film objevil na internetu.
 Podle vyjádření ruského prezidenta Putina by nezávislost Kosova znamenala porušení mezinárodního práva a konec míru v Evropě.
28. července – sobota
 Americký Kongres schválil antiteroristický zákon. Češi by na jeho základě mohli cestovat do USA bez víz. Nyní se čeká pouze na schválení George Bushe.
 Americká vláda hodlá prodat zbraně za 20 miliard dolarů 6 spřáteleným státům v oblasti Perského zálivu – Saúdská Arábie, Spojené arabské emiráty, Kuvajt, Katar, Bahrajn a Omán.
30. července – pondělí
Ve věku 94 let zemřel ve svém domě v Římě italský režisér Michelangelo Antonioni (* 29. září 1912), jeho nejslavnějším filmem byla Zvětšenina.
 Jiří Šedivý, bývalý ministr obrany, se stal náměstkem generálního tajemníka NATO pro obrannou politiku a plánování
 V hlavním městě USA, Washingtonu D.C., bylo uzavřeno několik linek metra kvůli jedu na krysy. Podle mluvčího záchranářů nebyl jed určen lidem, šlo zřejmě o chybu dodavatele. Detektivové z FBI stále vyhodnocují informace.
 Koalice premiéra Šinzo Abého utrpěla ve volbách do horní komory parlamentu porážku. Ztratila tak většinu ve Sněmovně poradců.
 Ve věku 89 let zemřel ve Švédsku režisér Ingmar Bergman (* 14. července 1918).
 Česká republika poskytla materiální humanitární pomoc Makedonii a Albánii. Země obdržely vybavení pro boj s rozsáhlými lesními požáry.
31. července – úterý
 Inflace v Zimbabwe dosáhne brzy hodnoty 100 000 procent.
 Kanárské ostrovy jsou ohrožovány rozsáhlými lesními požáry. Na ostrovech Tenerife a Gran Canaria shořelo již téměř 30 000 ha porostů a asi 14 000 lidí bylo donuceno k evakuaci ze svých domovů.
 Izraelská vláda vyjádřila silné znepokojení vůči chystanému prodeji ruských bojových letounů Suchoj Su-30 Íránu. Podle uveřejněných údajů se může jednat o prodej 250 kusů těchto strojů plus 20 létajících tankerů Iljušin Il-78.